# Joateca
Joateca è un comune del dipartimento di Morazán, in El Salvador.